# 山口村 (長野県)
山口村（やまぐちむら）は、長野県南西部にあった木曽郡の村である。島崎藤村の出生地である馬籠宿で有名である。
2005年（平成17年）2月13日、岐阜県中津川市に編入合併した。県を越えた合併（越県合併）は1959年（昭和34年）1月1日に栃木県足利郡菱村が群馬県桐生市へ編入されて以来46年ぶりのことである。

## 大字・小字
- 大字:山口
  - 小字:なし
- 大字:神坂（旧神坂村馬籠）
  - 小字:なし

## 地理
長野県南西部に位置し、木曽川を挟んで岐阜県に接する村だった。地形的にも村の大半が隣接する中津川市と繋がる形となっており、そのため、長野県よりも岐阜県との繋がりが昔から深く、それが後の越境合併に至る最大の要因になった。
村の東部には標高1,000m以上の山々が連なり、西部には木曽川の河岸段丘が広がり集落が点在する。村南部にある旧中山道馬籠宿は文豪島崎藤村の出身地として知られ、観光名所となっている。
- 山：賤母山、高土幾山
- 河川：木曽川

## 歴史
中世までは美濃国であったが、以降信濃国に編入される。江戸時代は尾張藩の領地となり廃藩置県を迎えた。

## 沿革
- 1871年（明治4年）
  - 7月14日 - 廃藩置県により、名古屋藩に属していた信濃国筑摩郡山口村は名古屋県に属する。
  - 11月20日 - 名古屋県のうち信濃国分が筑摩県となったため同県に属する。
- 1874年（明治7年）9月7日 - 田立村と合併して、山田村が発足（一旦廃止）。
- 1876年（明治9年）8月21日 - 筑摩県の信濃国分が長野県に編入されたため同県に属する。
- 1879年（明治12年）1月4日 - 郡区町村編制法の長野県での施行により、筑摩郡の区域に東筑摩郡および西筑摩郡が発足。山田村は西筑摩郡所属となる。
- 1881年（明治14年）2月24日 - 山田村が分割され、田立村および山口村が発足。
- 1889年（明治22年）4月1日 - 町村制施行により、山口村が単独で自治体を形成。田立村と組合村を結成[1]。
- 1897年（明治30年） - 田立村との組合を解消。
- 1958年（昭和33年）10月14日 - 自治庁（現在の総務省）の裁定により、神坂村のうち、旧馬籠村の区域である峠・馬籠・荒町の区域を編入し、編入地域に大字として神坂を設置[2]。
- 1968年（昭和43年）5月1日 - 西筑摩郡が木曽郡に改称したため、木曽郡山口村となる。
- 2005年（平成17年）2月13日 - 岐阜県中津川市に編入。

## 越県合併に伴う変更

### 郵便番号

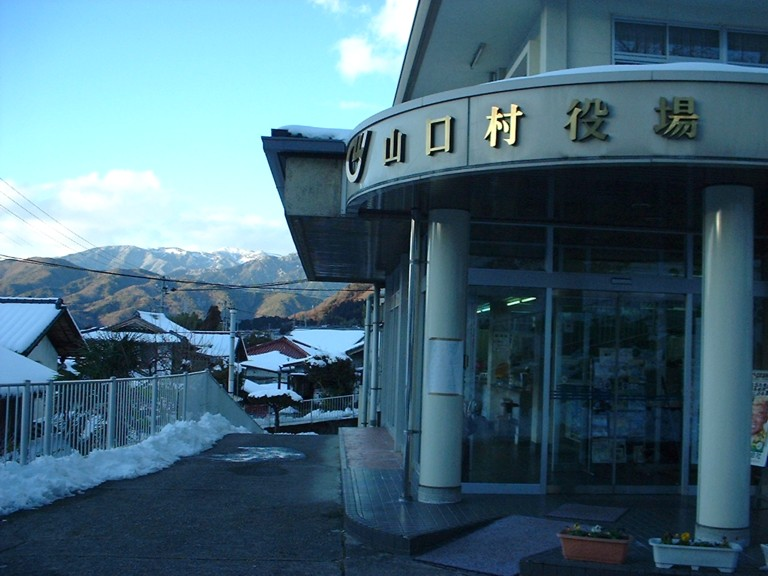
山口村役場（中津川市編入前の2004年に撮影）

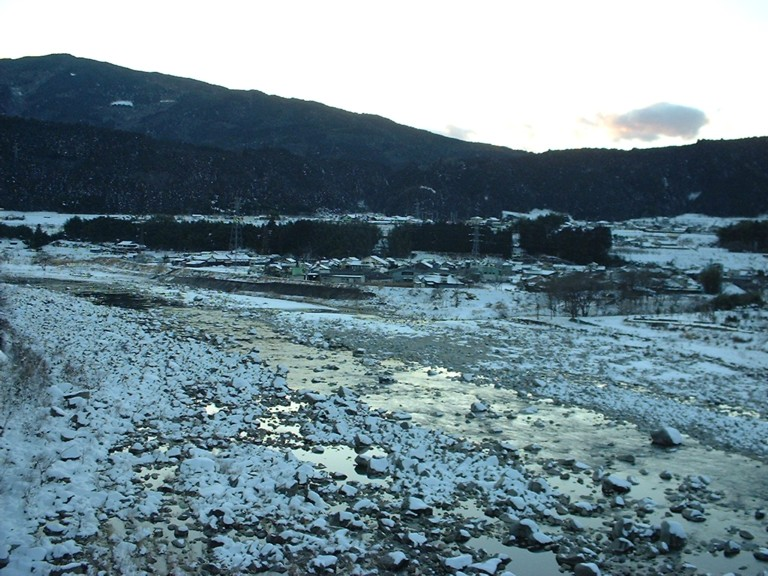
2005年2月まで「県境」だった木曽川の河原（手前が山口村）

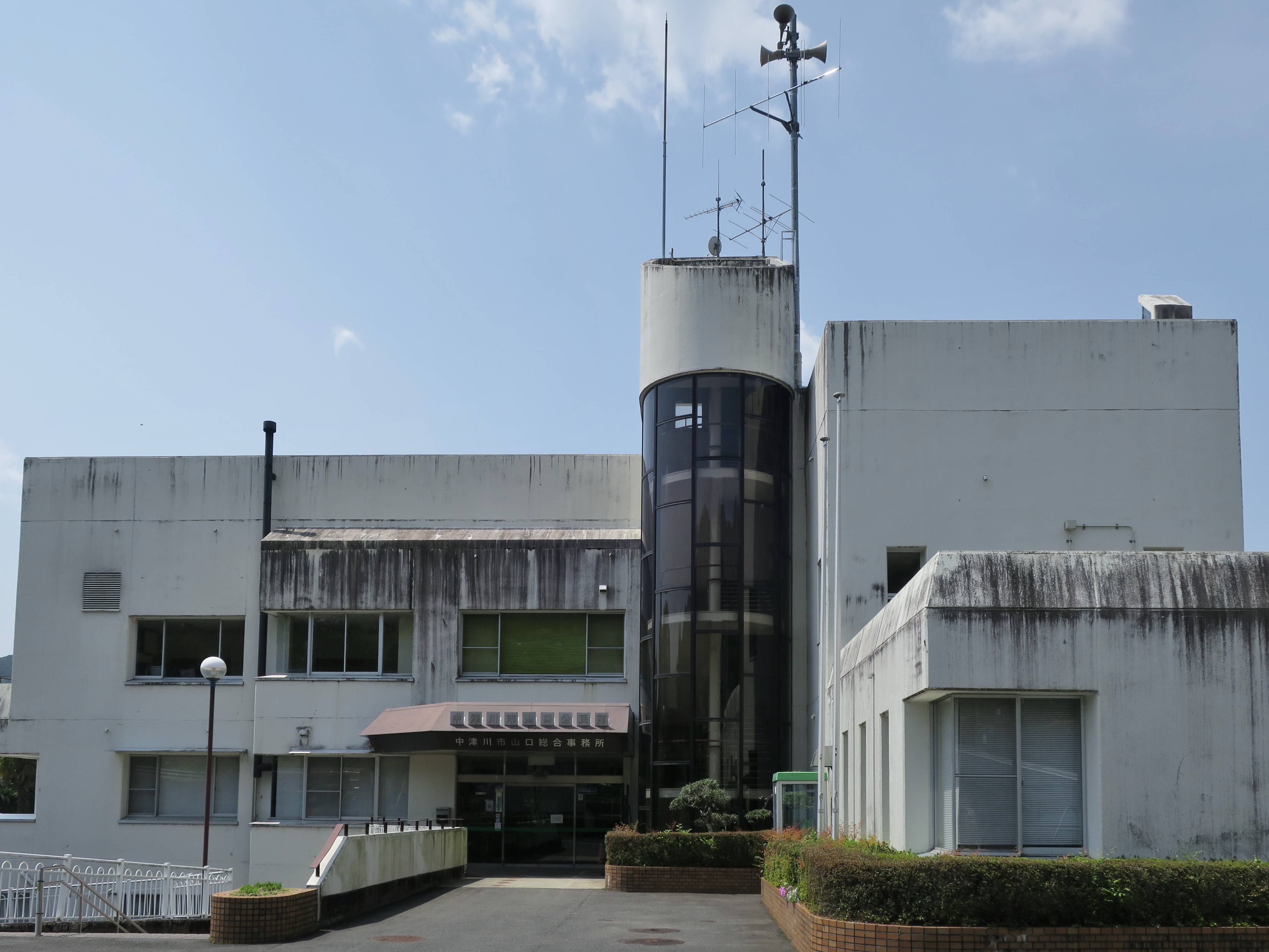
山口公民館・中津川市役所山口総合事務所

越県合併に伴い、郵便番号が「399-51xx」（山口郵便局）から「508-05xx」（同→坂下郵便局）に変更され、地名も以下の通り変更された。市外局番は従来通りである。
- 長野県木曽郡山口村山口 → 岐阜県中津川市山口
  - 郵便番号:399-5101 → 508-0501
  - 市外局番:0573（60 - 89、中津川MA）（従来通り変更なし）
- 長野県木曽郡山口村神坂 → 岐阜県中津川市馬籠
  - 郵便番号:399-5102 → 508-0502
  - 市外局番:0264（20 - 59、木曽福島MA）（従来通り変更なし）

山口村役場は中津川市役所山口総合事務所となり、郵便番号が「399-5192」から「508-0592」に変更された。なお、中津川市役所山口総合事務所は2014年に近隣の山口公民館の建物内に移転している。
また、村内にあった郵便局2局の郵便番号（7桁）・取扱局番号（5桁）も以下の通り変更された（取扱局番号も変更されたのは、「11xxx」が長野県、「24xxx」が岐阜県であるため）また、日本郵政公社の管轄支社も信越支社から東海支社に変更された。
- 山口郵便局（集配特定局）は郵便番号が「399-5199」から「508-0599」に、取扱局番号が「11234」から「24371」に変更された。
- 馬籠郵便局（無集配特定局）は郵便番号が「399-5102」から「508-0502」に、取扱局番号が「11097」から「24372」に変更された。

### 教育
- 小学校は山口小学校と神坂小学校が存在していた。神坂小学校は分村時に中津川市立神坂小学校と山口村立神坂小学校に分立されたが、中津川市に編入後、神坂小学校に統合され、合併前の学区に復した。
- 中学校は村立の山口中学校が一旦中津川市立になった後に廃校となった。廃校後は旧神坂村域が合併前の神坂中学校区に復し、残りは木曽川の対岸の市立坂下中学校の学区になった。

### 放送
NHK木曽山口テレビ中継放送所・山口馬籠テレビ中継放送所は2007年7月まではNHK長野放送局管轄（NHK放送センター管内）であったが、NHK岐阜放送局（名古屋放送局管内）に編入された。

なお、2011年7月24日のアナログ放送終了とともに廃止されている。
- 村内にはNHK以外のテレビ局の中継局が無く、合併以前からほとんどの世帯が名古屋市及び岐阜市の各局の坂下テレビ中継局を受信していた。ラジオも名古屋・岐阜局の中津川中継所からの電波を聴取していた。

### その他
自動車のナンバープレートも松本ナンバー（北陸信越運輸局長野運輸支局松本自動車検査登録事務所）から岐阜ナンバー（中部運輸局岐阜運輸支局）に変更された。
電話は、山口地区はNTT西日本（中津川MA）、神坂地区はNTT東日本（木曽福島MA）。
警察の管轄は、長野県警察木曽警察署から岐阜県警察中津川警察署に変更された。
農業協同組合は、木曽農業協同組合から東美濃農業協同組合に移管された。
衆議院議員総選挙の区割りは、小選挙区が長野4区から岐阜5区に、比例代表が北陸信越ブロックから東海ブロックに変更された。
アマチュア局を含む無線局の管轄は、信越総合通信局から東海総合通信局に変更された。
- 一般のアマチュア無線の呼出符号（コールサイン）の第三字は、総合通信局を表す数字であり、信越総合通信局は「0」、東海総合通信局は「2」であることから、変更が生ずることになるが、アマチュア局側の都合によるものではないため、特例として、合併時に山口村を設置場所または常置場所とするアマチュア局の無線局免許状は、免許人の希望により、次の選択が認められた（合併時、約30局が該当した）。

1. 現在の「0」の呼出符号をそのまま使用。
2. 東海総合通信局より「2」の新たな呼出符号を指定。

運転免許試験場は、長野県警の中南信運転免許センター（塩尻市）から、岐阜県警の岐阜試験場（岐阜市）・東濃試験場（中津川市）に場所が変更となり、運転免許証の取得・免許更新が便利になった。
保健衛生関係は、長野県の木曽保健所（木曽町）から岐阜県の恵那保健所（恵那市）に管轄が変わり、馬籠地区では、合併によって飲食物取扱業者の保健所への届け出が便利になった。
確定申告や国税の相談や納付関係も、関東信越国税局木曽税務署（木曽町）から名古屋国税局中津川税務署（中津川市）に管轄が変更され、申告が便利になった。

## 姉妹都市
- 長野県小諸市
- 神奈川大磯町

## 交通
村内を高速道路と鉄道路線は通っていない。鉄道を利用する場合の最寄り駅は、JR東海中央本線中津川駅・坂下駅。また、高速道路を利用する場合の最寄りインターチェンジはE19中央自動車道中津川IC。

### 道路
- 一般国道
  - 国道19号
- 都道府県道
  - 主要地方道
    - 岐阜県道・長野県道6号中津川山口線
    - 岐阜県道・長野県道7号中津川南木曽線

### 道の駅
- 賤母

## 名所・旧跡・観光スポット・祭事・催事
- 馬籠宿
- まごめ自然植物園

## 神社
- 諏訪神社 (中津川市山口)

## 寺院
山口
- 光西寺 (中津川市)

馬籠
- 永昌寺 (中津川市)

## 出身有名人
- 島崎藤村（小説家）
- 島崎正樹
- 葉山夏樹（元田辺三菱製薬社長、元日本製薬工業協会副会長）